# Trehantiéra
Trehantiéra (Trechantiera) är en ort i Grekland.   Den ligger i prefekturen Nomarchía Anatolikís Attikís och regionen Attika, i den sydöstra delen av landet, 40 km sydost om huvudstaden Aten. Trehantiéra ligger 123 meter över havet och antalet invånare är 122.
Terrängen runt Trehantiéra är varierad. Havet är nära Trehantiéra åt nordost.  Närmaste större samhälle är Kalývia Thorikoú, 14,5 km nordväst om Trehantiéra. 